# Walid Ali Osman
Walid Ali Osman (Sabrata, 28 de fevereiro de 1977) é um ex-futebolista profissional líbio que atuava como defensor.

## Carreira
Walid Ali Osman representou o elenco da Seleção Líbia de Futebol no Campeonato Africano das Nações de 2006.